# Línea 7 (Salamanca de Transportes)
La línea 7 de la red de Autobuses urbanos de Salamanca une el Hospital Universitario de Salamanca y el barrio de Prosperidad.

## Características
La línea 7 enlaza el Hospital Universitario y el barrio de Prosperidad, pasando por el Campus Miguel de Unamuno de la Universidad de Salamanca y las estaciones de autobús y de tren en aproximadamente 30 minutos.
Esta línea se creó en el año 1995 con el principal fin de servir el nuevo Campus Miguel de Unamuno de la Universidad de Salamanca con el recorrido original siendo Campus Unamuno - Alto del Rollo. Originalmente se internaba en el campus a través del paseo de Francisco Tomás y Valiente y teniendo cabecera en la glorieta situada en el cruce entre la calle Donantes de Sangre y la avenida del Doctor Gregorio Marañón; sin embargo, durante las obras del complejo hospitalario se decidió cortar esta parte de la línea y finalizar su recorrido en la calle La Alberca, próxima al campus hasta el 1 de mayo de 2024, día en el cual, de acuerdo con la concesión del transporte urbano en vigor desde el año anterior, se modificó la cabecera hasta el nuevo edificio del Hospital Universitario, viendo ampliado su recorrido por la avenida del Doctor Ramos del Manzano y por el paseo de la Transición Española. Por el otro lado, se vio ampliado su recorrido desde el Alto del Rollo hasta el barrio de Prosperidad para dar servicio, en conjunto a la línea 8, al nuevo edificio administrativo de la Junta de Castilla y León situado en este barrio.
Al igual que el resto de las líneas urbanas de la ciudad de Salamanca, está operada por Salamanca de Transportes, perteneciente a Grupo Ruiz.

### Frecuencias
| Lunes a viernes laborables |                |
| de 7:30 a 22:30            | cada 20-30 min |
| Sábados laborables         |                |
| de 8:10 a 22:30            | cada 20-30 min |
| Domingos y festivos        |                |
| de 10:00 a 22:30           | cada 30 min    |

| Lunes a viernes laborables |                |
| de 7:20 a 22:40            | cada 20-30 min |
| Sábados laborables         |                |
| de 8:20 a 22:40            | cada 20-30 min |
| Domingos y festivos        |                |
| de 10:00 a 22:30           | cada 30 min    |

NOTA: La última expedición de lunes a sábado en sentido Campus Unamuno finaliza en la plaza de Madrid.

## Recorrido y paradas

### Sentido Prosperidad
| Código | Parada                                          | Común con | Otros                                 |
| ------ | ----------------------------------------------- | --------- | ------------------------------------- |
| 336    | Paseo de la Transición Española, s/n (Hospital) | 5 11      |                                       |
| 338    | Paseo de la Transición Española, s/n            | 5 11      |                                       |
| 356    | Paseo de Tomás y Valiente, s/n                  |           |                                       |
| 325    | Calle La Alberca, s/n                           |           |                                       |
| 128    | Avenida de Filiberto Villalobos, 76             | 4 15      |                                       |
| 256    | Calle Peña de Francia, 1                        | 13 15     |                                       |
| 165    | Avenida de Portugal, 187                        |           |                                       |
| 166    | Avenida de Portugal, 151                        | 9         |                                       |
| 140    | Paseo del Doctor Torres Villarroel, 42          | 5 12      | Transporte Metropolitano de Salamanca |
| 141    | Paseo del Doctor Torres Villarroel, 72          | 5 12      |                                       |
| 167    | Plaza de Madrid, 5                              |           |                                       |
| 168    | Avenida de Alfonso IX de León, 4                |           |                                       |
| 169    | Avenida de Alfonso IX de León, 39               |           |                                       |
| 134    | Calle Elcano, frente 12                         |           |                                       |
| 32     | Paseo de la Estación, s/n                       | 1 11      | Estación de Salamanca                 |
| 215    | Calle Jamaica, s/n                              |           |                                       |
| 119    | Calle Filipinas, 29                             | 4         |                                       |
| 120    | Paseo del Rollo, 99                             | 4         |                                       |
| 172    | Calle Lugo, s/n                                 |           |                                       |
| 305    | Calle Antonio Montesinos, s/n                   |           |                                       |
| 213    | Calle Alonso del Castillo, frente 1             | 8         |                                       |
| 230    | Calle Alonso del Castillo, s/n                  | 8         |                                       |

### Sentido Hospital Universitario
NOTA: La última expedición finaliza de lunes a sábado en la parada señalada en amarillo.
| Código | Parada                                          | Común con | Otros                                 |
| ------ | ----------------------------------------------- | --------- | ------------------------------------- |
| 230    | Calle Alonso del Castillo, s/n                  | 8         |                                       |
| 228    | Calle Arias Pinel, 31                           | 8         |                                       |
| 186    | Calle Arias Pinel, frente 2                     | 8         |                                       |
| 164    | Calle Luis de Góngora, s/n                      |           |                                       |
| 306    | Calle Ponferrada, s/n                           | 12        |                                       |
| 173    | Plaza del Alto del Rollo, 7                     |           |                                       |
| 109    | Calle Filipinas, frente 29                      | 4         | Transporte Metropolitano de Salamanca |
| 174    | Calle Jamaica, 10                               |           |                                       |
| 270    | Paseo de la Estación, 117                       | 1 11      | Estación de Salamanca                 |
| 1      | Paseo de Los Madroños, s/n                      |           |                                       |
| 175    | Avenida de Alfonso IX de León, frente 34        |           |                                       |
| 176    | Avenida de Alfonso IX de León, frente 8         |           |                                       |
| 177    | Plaza de Madrid, 10                             |           |                                       |
| 131    | Paseo del Doctor Torres Villarroel, 63          | 5 12      |                                       |
| 132    | Paseo del Doctor Torres Villarroel, 37          | 5 12      | Transporte Metropolitano de Salamanca |
| 178    | Avenida de Portugal, 152                        | 9         |                                       |
| 179    | Avenida de Portugal, 182                        |           |                                       |
| 261    | Calle Peña de Francia, s/n                      | 13 15     |                                       |
| 180    | Calle Peña de Francia, s/n                      | 13 14 15  | Transporte Metropolitano de Salamanca |
| 262    | Avenida del Doctor Ramos del Manzano, s/n       | 13 14     |                                       |
| 339    | Paseo de la Transición Española, s/n            | 5 11      |                                       |
| 336    | Paseo de la Transición Española, s/n (Hospital) | 5 11      |                                       |